# Сельское поселение «Верхне-Куларкинское»
Се́льское поселе́ние «Верхне-Куларкинское» — муниципальное образование в Сретенском районе Забайкальского края Российской Федерации.
Административный центр — село Верхние Куларки.

## История
Статус и границы сельского поселения установлены Законом Читинской области от 19 мая 2004 года «Об установлении границ, наименований вновь образованных муниципальных образований и наделении их статусом сельского, городского поселения в Читинской области».

## Население
| 2010 | 2011 | 2012 | 2013 | 2014 | 2015 | 2016 |
| ---- | ---- | ---- | ---- | ---- | ---- | ---- |
| 651  | ↘647 | ↘617 | ↘608 | ↘588 | ↘573 | ↘559 |
| 2017 | 2018 | 2019 | 2020 | 2021 |      |      |
| ↘558 | ↘551 | ↗555 | ↘546 | ↘509 |      |      |

## Состав сельского поселения
| № | Населённый пункт | Тип населённого пункта       | Население |
| - | ---------------- | ---------------------------- | --------- |
| 1 | Верхние Куларки  | село, административный центр | ↘322      |
| 2 | Горбица          | село                         | ↘34       |
| 3 | Лужанки          | село                         | ↘30       |
| 4 | Нижние Куларки   | село                         | ↘131      |
| 5 | Усть-Чёрная      | село                         | ↘16       |